# Thespesia populneoides
Thespesia populneoides là một loài thực vật có hoa trong họ Cẩm quỳ. Loài này được (Roxb.) Kostel. miêu tả khoa học đầu tiên năm 1836.